# Trolleybus de Kaliningrad
Le trolleybus de Kaliningrad (en russe : Калининградский троллейбус) est un des systèmes de transport en commun de Kaliningrad, dans l'oblast de Kaliningrad, en Russie.